# イゴール・ポタポビッチ
イゴール・ポタポビッチ（Игорь Потапович、Igor Potapovich、1967年9月6日 - ）はカザフスタンの陸上競技選手、専門は棒高跳。アトランタオリンピックおよびシドニーオリンピック男子棒高跳カザフスタン代表。身長185cm、体重75kg。ジャンブール州タラズ出身。
1986年第1回世界ジュニア陸上競技選手権において優勝。1992年IAAFワールドカップでも優勝した。世界室内陸上競技選手権では1995年バルセロナ大会でセルゲイ・ブブカに次ぐ2位となり、1997年パリ大会では5m90のアジア新記録をマークして優勝した。
オリンピックには2回出場し、1996年アトランタオリンピックでは5m86の記録を残し4位に入賞。2000年シドニーオリンピックでは記録なしに終わり決勝進出はならなかった。
アジア陸上競技選手権では1998年福岡大会において5m55の記録で優勝、1993年のマニラ大会でも2位に入っている。アジア競技大会においても好成績を収め、1994年広島大会、1998年バンコク大会を制した。1990年には日本選手権に出場し、5m80の大会新記録をマークして優勝した。

## 記録
- 棒高跳
  - 屋外 - 5m92（1992年）アジア記録
  - 室内 - 5m92（1998年）アジア記録

## 参考資料・外部リンク
- イゴール・ポタポビッチ - ワールドアスレティックスのプロフィール（英語）
- イゴール・ポタポビッチ - Olympedia（英語）